# Das Lied von der Erde
Das Lied von der Erde ("Jordens sång") är en symfonisk komposition för två röster och orkester av den österrikiske kompositören Gustav Mahler. Den komponerades mellan 1908 och 1909. Verket beskrevs som en symfoni när det publicerades, men är en symfonisk sångcykel av sex sånger för två sångare, som sjunger växelvis. Mahler anger att de två sångarna bör vara en tenor och en alt , alternativt en tenor och en baryton, om en alt är inte tillgänglig. Mahler komponerade detta verk efter den mest smärtsamma perioden i sitt liv. Sångerna handlar om teman som att leva, ta avsked och frälsning. På hundraårsdagen av Mahlers födelse, beskrev den kände Mahlerdirigenten Leonard Bernstein Das Lied von der Erde som Mahlers största symfoni.

## Ursprung
Tre personliga katastrofer drabbade Mahler under sommaren 1907. Politiska manövrar och antisemitism tvingade honom att avgå sin post som chef för Wienoperan. Hans äldsta dotter Maria dog av scharlakansfeber och difteri och Mahler själv fick diagnosen medfött hjärtfel. "Med ett slag", skrev han till sin vän Bruno Walter, "förlorade jag allt jag har lärt, när det gäller vem jag trodde jag var, och måste lära mina första steg på nytt som en nyfödd".
Följande år (1908) gav Hans Bethge ut Die chinesische Flöte, en volym med forntida kinesisk poesi, återgiven på tyska. Mahler var mycket tagen av visionen om jordisk skönhet och förgänglighet som uttrycks i dessa dikter. Han valde sju av dem för att komponera musiken till Das Lied von der Erde. Mahler slutförde kompositionsarbetet år 1909.

## Mahlers källtext
Mahlers källa för texten var Hans Bethges Die chinesische Flöte. Bethge använde själv tidigare översättningar av den kinesisk poesi. Som sannolika källor som använts av Bethge ingår Hans Heilmans Chinesische Lyrik (1905), Marquis d'Hervey de Saint Denys Poésies de l'époque des Thang och Judith Gautiers Livre de Jade.
Fyra av sångerna - Das Trinklied vom Jammer der Erde, Von der Jugend, Von der Schönheit och Der Trunkene im Frühling, härrör från dikter skrivna av Li Bai, den vandrande poeten under Tangdynastin. Der Einsame im Herbst är baserad på en dikt av Qian Qi, en annan poet under Tangdynastin. Der Abschied kombinerar dikter från Tangdynastin av poeter som Meng Haoran och Wang Wei och med flera ytterligare strofer av Mahler själv. Kring dessa källor har rått viss osäkerhet, och runt millennieskiftet diskuterade kinesiska forskare sångernas ursprung efter ett framförande av verket i Kina 1998.

## Orkestrering
Mahler hade redan inkluderat satser för röst och orkester i de andra, tredje, fjärde och åttonde symfonierna. Men Das Lied von der Erde är det första verk som fullständigt integrerade sångcykeln med symfonin. Formen har senare imiteras av andra kompositörer, bland annat Dmitrij Sjostakovitj och Alexander Zemlinsky. Denna nya form har kallats en "sång-symfoni", en hybrid mellan de två former som hade upptagit mesta tiden av Mahlers kreativa liv.
Das Lied von der Erde är gjord för stor orkester: 3 flöjter (3:e flöjten dubblerar den 2:a piccolon), piccolo, 3 oboer (3:e oboen dubblerar det engelskt hornet), klarinett i E, 3 klarinetter i B, basklarinett i B och A, 3 fagotter (3:e fagotten dubblerar på kontrafagott), 4 horn i F, 3 trumpeter i F & B, 3 tromboner, tuba, pukor (används endast i Von der Schöneit) , virveltrumma, bastrumma, cymbaler, triangel, tamburin (används endast i Von der Schönheit), tam-tam (används endast i Der Abschied), klockspel, celesta (används endast i Der Abschied) , 2 harpor, mandolin, 1:a och 2:a violin, viola, cello, kontrabas (med låg C-sträng). Mahler använder dessa resurser med stor återhållsamhet: endast i första, fjärde och sjätte sången spelar hela orkestern samtidigt och på vissa ställen påminner musiken om kammarmusik med endast ett fåtal instrument som spelar.
Mahler gjorde ofta detaljerade revisioner av orkestreringen i sina symfonier. Detta gäller inte Das Lied von der Erde, eftersom arbetet publicerades och uruppfördes postumt.
Verket kräver tenor- och altsolister. Emellertid säger Mahler att "om det är nödvändigt, kan altpartiet sjungas av en baryton". Under de första decennierna efter verkets premiär, användes denna möjlighet sällan. Vid ett tillfälle prövade Bruno Walter detta, och engagerade Friedrich Weidemann, barytonen som hade uruppfört Kindertotenlieder under Mahlers egen ledning år 1905. Men Walter ansåg att tenor och baryton inte fungerade lika bra som tenor och alt och han upprepade aldrig experimentet.
Efter inspelningar av verket med barytonen Dietrich Fischer-Dieskau, under ledning av Paul Kletzki och Leonard Bernstein, har baryton oftare använts.
Arnold Schönberg arrangerade Das Lied von der Erde för kammarorkester. Han minskade orkesterstyrkan till stråkar, blåskvintett, piano, celesta och harmonium, samt tre slagverkare. Schönberg slutförde aldrig projektet, vilket dock senare genomfördes av Rainer Riehn 1980.
År 2004 gav Octavian Society i uppdrag till Glen Cortese att skapa två reduktioner av verket, en för en kammarensemble bestående av tjugo instrument och en för en liten orkester med träblås och mässing i par. Båda dessa reduktioner publicerades i en textkritisk utgåva av Universal Music Publishing i Wien.
Mahler arrangerade också verket för pianoackompanjemang, som har spelats in av Cyprien Katsaris med Thomas Moser och Brigitte Fassbaender.

## Premiärer
Uruppförandet gavs postumt den 20 november 1911 i Tonhalle i München. Solister var Sara Cahier och William Miller (båda amerikaner) och med Bruno Walter som dirigent. Mahler hade dött sex månader tidigare, den 18 maj.
Ett av de tidigaste framförandena i London genomfördes i januari 1913 på Queens Hall med Henry Wood som dirigent. Solister var Gervase Elwes och Doris Woodall. Wood ansåg dock att verket var "alltför modernt, men mycket vackert".

## "Nians förbannelse"
Mahler var medveten om den så kallade "nians förbannelse", en vidskepelse som härrör från det faktum att ingen större kompositör sedan Beethoven framgångsrikt hade komponerat mer än nio symfonier. Mahler hade redan skrivit åtta symfonier innan han komponerade Das Lied von der Erde. Av rädsla för sin snara död bestämde han sig för att namnge verket "En symfoni för tenor, alt och stor orkester" (Eine Symphonie für eine Tenor- und eine Alt- (oder Baritone-) Stimme und Orchester) snarare än att numrera det som en symfoni. Hans nästa symfoni numrerades som hans nionde, vilken också blev hans sista symfoni, eftersom endast den första satsen av den tionde hade orkestrerats fullt ut vid tidpunkten för hans död.